# ГЕС Лейк-Лінн
ГЕС Лейк-Лінн — гідроелектростанція у штаті Пенсільванія (Сполучені Штати Америки). Використовує ресурс із річки Cheat, правої притоки Мононгахіла, яка в свою чергу є лівою твірною Огайо (велика ліва притока Міссісіпі).
У межах проекту річку перекрили бетонною греблею висотою 38 метрів та довжиною 305 метрів, яка утримує витягнуте по долині Чіт на 21 км водосховище Чіт-Лейк з площею поверхні 7 км2 та об'ємом 89 млн м3.
Інтегрований у греблю машинний зал обладнаний чотирма турбінами типу Френсіс загальною потужністю 52 МВт, які використовують напір у 18,5 метра.